# Copa Chile Bicentenario
La Copa Chile Bicentenario fue la 31.ª versión del clásico torneo de copa entre clubes de Chile  y en el cual participan clubes de la Primera A, Primera B, Tercera A, Tercera B, equipos amateur y selecciones locales. Es dirigido por la ANFP, aunque en sus primeras fases es organizado por la asociación amateur de fútbol chileno. Este torneo comenzó a disputarse el 27 de marzo de 2010, en su Fase Preliminar y finalizó el 8 de diciembre de 2010 coronando como campeón a Deportes Iquique.
Se jugó en un formato distinto al de los últimos años, porque las parejas que se formaron en un sorteo dirigido disputaron la primera y segunda etapa (entre el 15 de mayo y el 4 de junio), en partidos de ida y vuelta. Luego del receso por el mundial comenzaron los octavos de final, con encuentros a mitad de semana, aunque desde esa fase se definió en duelos únicos. Iquique, en su condición de campeón obtuvo un cupo para la Copa Sudamericana 2011 como "Chile 1".

## Equipos participantes

### Resumen
| División            | Número de equipos | Fase de entrada | Notas                                                         |
| ------------------- | ----------------- | --------------- | ------------------------------------------------------------- |
| Primera A           | 18                | Fase Final      |                                                               |
| Primera B           | 14                | Fase Final      |                                                               |
| Tercera A           | 16                | Fase Final      | 2 equipos renunciaron a la competencia.                       |
| Tercera B           | 20                | Fase Preliminar | 3 equipos renunciaron a la competencia.                       |
| Equipos Amateur     | 11                | Fase Final      | Incluye 2 antiguos participantes de la Zona Norte de Tercera. |
| Selecciones Locales | 2                 | Fase Final      |                                                               |
| Total de equipos    | 81                |                 | 5 equipos renunciaron a la competencia.                       |

## Desarrollo

### Fase Preliminar
La Fase Preliminar se dividió en 2 rondas: en la primera, los 20 equipos pertenecientes a la Tercera División B, se enfrentaron entre sí, clasificando 10 a la segunda. En la segunda ronda de eliminación se definieron los 5 clasificados definitivos, quienes se unieron a los Campeones Regionales Amateur y a los equipos de la Tercera División A en la Fase 2.

#### Ronda 1
En esta primera Ronda de la Fase Preliminar, se enfrentaron los equipos de la Tercera B en 10 llaves: los ganadores clasificaron a la segunda fase de eliminación para definir a los representantes de esta división en la Ronda 2. Por causa de los problemas ocasionados por el terremoto del 27 de febrero, los clubes Universidad Iberoamericana, Luis Matte Larraín y Deportes Santa Cruz decidieron restarse del certamen.
| Ronda Preliminar—Primera Fase—Tercera B | Ronda Preliminar—Primera Fase—Tercera B | Ronda Preliminar—Primera Fase—Tercera B | Ronda Preliminar—Primera Fase—Tercera B | Ronda Preliminar—Primera Fase—Tercera B | Ronda Preliminar—Primera Fase—Tercera B | Ronda Preliminar—Primera Fase—Tercera B | Ronda Preliminar—Primera Fase—Tercera B | Ronda Preliminar—Primera Fase—Tercera B | Ronda Preliminar—Primera Fase—Tercera B |
| Llave                                   | Equipo Ida                              | Resultado Global                        | Equipo Vuelta                           | Partido de ida                          | Partido de ida                          | Partido de ida                          | Partido de vuelta                       | Partido de vuelta                       | Partido de vuelta                       |
| Llave                                   | Equipo Ida                              | Resultado Global                        | Equipo Vuelta                           | Día                                     | Hora                                    | Resultado                               | Día                                     | Hora                                    | Resultado                               |
| --------------------------------------- | --------------------------------------- | --------------------------------------- | --------------------------------------- | --------------------------------------- | --------------------------------------- | --------------------------------------- | --------------------------------------- | --------------------------------------- | --------------------------------------- |
| 1                                       | Cerro Navia                             | 0–4                                     | Peñalolén                               | 27/03                                   | 18:00                                   | 0–3                                     | 03/04                                   | 18:00                                   | 0–1                                     |
| 2                                       | Pudahuel Barrancas                      | 7–2                                     | Academia Quilpué                        | 27/03                                   | 19:00                                   | 3–0                                     | 04/04                                   | 12:00                                   | 4–2                                     |
| 3                                       | Universidad Iberoamericana              | (W.O.)                                  | Provincial Talagante                    |                                         |                                         |                                         |                                         |                                         |                                         |
| 4                                       | Juventud Puente Alto                    | 3–2                                     | Ferroviarios                            | 28/03                                   | 18:00                                   | 0–0                                     | 04/04                                   | 15:30                                   | 3–2                                     |
| 5                                       | Real León                               | 2–5                                     | Municipal Hijuelas                      | 27/03                                   | 17:00                                   | 2–2                                     | 04/04                                   | 15:30                                   | 0–3                                     |
| 6                                       | Luis Matte Larraín                      | (W.O.)                                  | C.D.S. Enfoque                          |                                         |                                         |                                         |                                         |                                         |                                         |
| 7                                       | Deportes Rengo                          | 7–3                                     | Lautaro de Buin                         | 27/03                                   | 18:00                                   | 6–1                                     | 03/04                                   | 20:00                                   | 1–2                                     |
| 8                                       | Academia Samuel Reyes                   | 7–1                                     | General Velásquez                       | 28/03                                   | 16:00                                   | 4–1                                     | 03/04                                   | 17:00                                   | 3–0                                     |
| 9                                       | Unión Santa María                       | 6–4                                     | Deportes Valdivia                       | 27/03                                   | 19:00                                   | 3–1                                     | 03/04                                   | 20:00                                   | 3–3                                     |
| 10                                      | Deportes Santa Cruz                     | (W.O.)                                  | Sportverein Jugendland                  |                                         |                                         |                                         |                                         |                                         |                                         |

#### Ronda 2
| Ronda Preliminar—Segunda Fase—Tercera B | Ronda Preliminar—Segunda Fase—Tercera B | Ronda Preliminar—Segunda Fase—Tercera B | Ronda Preliminar—Segunda Fase—Tercera B | Ronda Preliminar—Segunda Fase—Tercera B | Ronda Preliminar—Segunda Fase—Tercera B | Ronda Preliminar—Segunda Fase—Tercera B | Ronda Preliminar—Segunda Fase—Tercera B | Ronda Preliminar—Segunda Fase—Tercera B | Ronda Preliminar—Segunda Fase—Tercera B |
| Llave                                   | Equipo Ida                              | Resultado Global                        | Equipo Vuelta                           | Partido de ida                          | Partido de ida                          | Partido de ida                          | Partido de vuelta                       | Partido de vuelta                       | Partido de vuelta                       |
| Llave                                   | Equipo Ida                              | Resultado Global                        | Equipo Vuelta                           | Día                                     | Hora                                    | Resultado                               | Día                                     | Hora                                    | Resultado                               |
| --------------------------------------- | --------------------------------------- | --------------------------------------- | --------------------------------------- | --------------------------------------- | --------------------------------------- | --------------------------------------- | --------------------------------------- | --------------------------------------- | --------------------------------------- |
| 1                                       | Pudahuel Barrancas                      | 6–4                                     | Peñalolén                               | 10/04                                   | 19:00                                   | 2–3                                     | 17/04                                   | 18:00                                   | 4–1                                     |
| 2                                       | Juventud Puente Alto                    | 3–3 (4–5 p)                             | Provincial Talagante                    | 10/04                                   | 12:30                                   | 2–1                                     | 18/04                                   | 16:00                                   | 1–2                                     |
| 3                                       | C.D.S. Enfoque                          | 2–3                                     | Municipal Hijuelas                      | 10/04                                   | 19:30                                   | 1–2                                     | 17/04                                   | 18:30                                   | 1–1                                     |
| 4                                       | Academia Samuel Reyes                   | 5–9                                     | Deportes Rengo                          | 11/04                                   | 16:00                                   | 1–4                                     | 18/04                                   | 16:30                                   | 4–5                                     |
| 5                                       | Unión Santa María                       | 2–6                                     | Sportverein Jugendland                  | 10/04                                   | 19:00                                   | 1–4                                     | 17/04                                   | 17:00                                   | 1–2                                     |

### Fase Final

#### Ronda 1

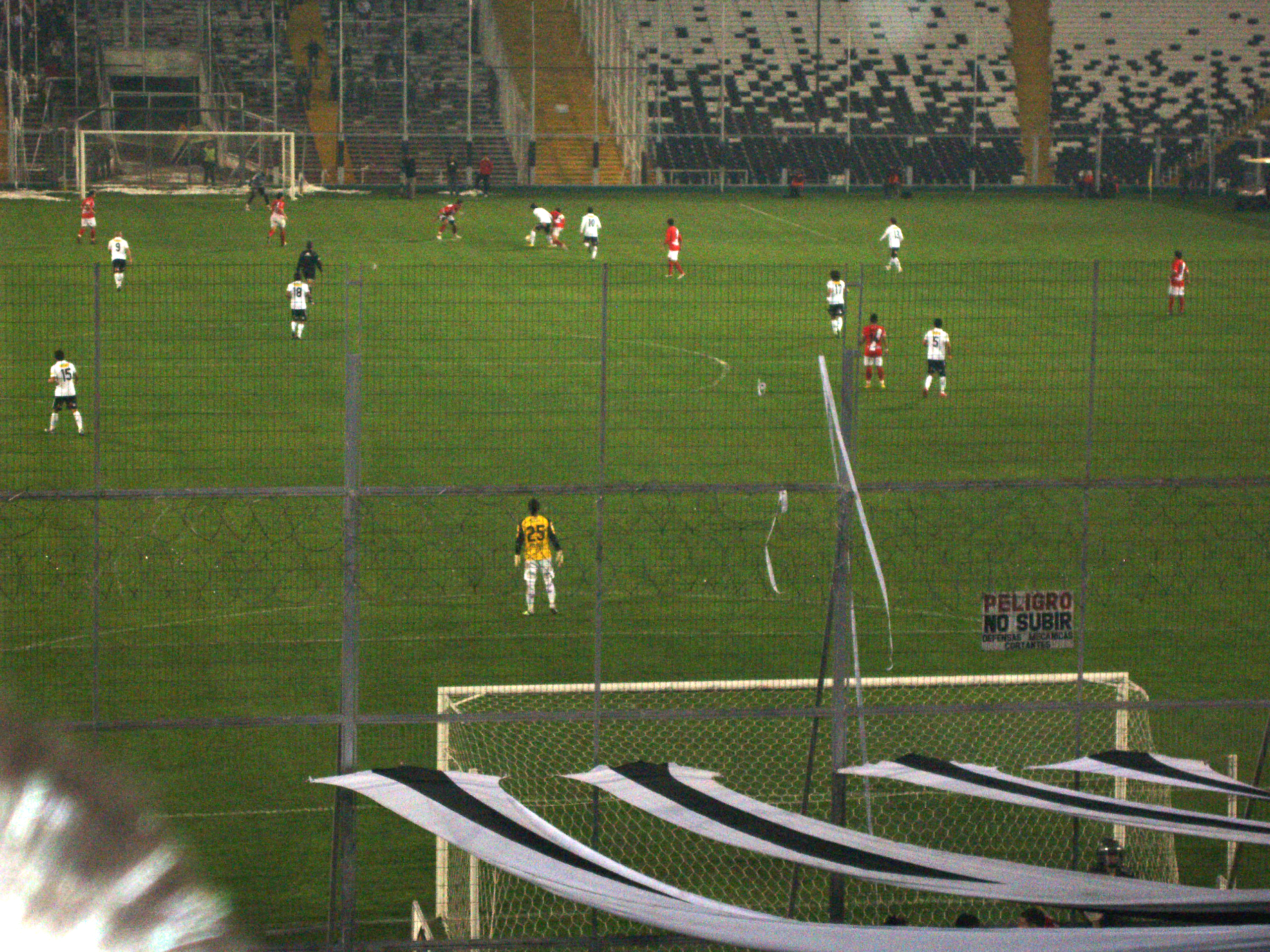
Escena del partido de vuelta entre Colo-Colo y Curicó Unido en el Estadio Monumental.

A esta fase accedieron, por parte de ANFA, los siguientes equipos:
| Tipo            | N.º | Nombre                            | Ciudad               | Región        |
| --------------- | --- | --------------------------------- | -------------------- | ------------- |
| AFUNOR          | 1   | Municipal Pozo Almonte            | Pozo Almonte         | I             |
| AFUNOR          | 2   | Deportes Tocopilla                | Tocopilla            | II            |
| Selección local | 3   | Selección de San Pedro de Atacama | San Pedro de Atacama | II            |
| Selección local | 4   | Selección de Vallenar             | Vallenar             | III           |
| Equipo amateur  | 5   | General Velásquez                 | Puchuncaví           | V             |
| Equipo amateur  | 6   | Juventud Varsovia                 | Lo Espejo, Santiago  | Metropolitana |
| Equipo amateur  | 7   | Deportes Paniahue                 | Santa Cruz           | VI            |
| Equipo amateur  | 8   | Óscar Bonilla                     | Linares              | VII           |
| Equipo amateur  | 9   | Lord Cochrane                     | Concepción           | VIII          |
| Equipo amateur  | 10  | Luchador de Coñaripe              | Coñaripe             | IX            |
| Equipo amateur  | 11  | Unión Wanderers General Lagos     | Valdivia             | XIV           |
| Equipo amateur  | 12  | Lord Cochrane                     | Puerto Aysén         | XI            |
| Equipo amateur  | 13  | Prat                              | Punta Arenas         | XII           |

Adicionalmente, se integraron:
- Los 14 equipos participantes de la Tercera división A, excluyendo a Unión Quilpué y a Provincial AGC, que renunciaron a la competencia.
- Los 5 clasificados de la etapa anterior, pertenecientes a la Tercera B.
- Los 18 equipos participantes de la Primera A.
- Los 14 equipos participantes de la Primera B.

De esta forma, y totalizando 64 equipos, se programaron partidos de ida y vuelta para esta fase, a través de un sorteo dirigido realizado el 7 de mayo de 2010 en las oficinas de la ANFP.
Si al término del segundo partido, los dos equipos estuvieren igualados en puntos, se definirá al ganador mediante lanzamientos penales, sin que se considere la diferencia de goles ni la regla del gol de visitante en esta ronda.
No importa de mucho el resultado global, es solo una anécdota
| 1  | Municipal Pozo Almonte | 1–4         | San Marcos de Arica       | 15/05 | 21:00 | 1–2  | 23/05 | 11:30 | 3–3  | 4-5  |
| 2  | Deportes Tocopilla     | 0–6         | Municipal Iquique         | 15/05 | 16:00 | 2–4  | 19/05 | 22:00 | 1–6  | 3-10 |
| 3  | Municipal Mejillones   | 0–6         | Deportes Antofagasta      | 15/05 | 20:00 | 0–1  | 23/05 | 16:00 | 0–2  | 0-3  |
| 4  | General Velásquez (P)  | 3–3 (5–4 p) | Municipal La Pintana      | 14/05 | 18:00 | 3–1  | 22/05 | 16:00 | 0–1  | 3-2  |
| 5  | Deportes Copiapó       | 0–6         | Cobresal                  | 16/05 | 16:00 | 1–3  | 20/05 | 16:00 | 1–2  | 2-5  |
| 6  | Sportverein Jugendland | 2–2 (1–4 p) | Pudahuel Barrancas        | 19/05 | 19:00 | 1–1  | 22/05 | 19:00 | 2–2  | 3-3  |
| 7  | Deportes Ovalle        | 0–6         | Coquimbo Unido            | 16/05 | 16:00 | 1–6  | 20/05 | 19:00 | 1–4  | 2-10 |
| 8  | Vallenar               | 0–6         | Deportes La Serena        | 15/05 | 20:00 | 0–12 | 23/05 | 16:00 | 0–7  | 0-19 |
| 9  | Trasandino             | 1–4         | Unión San Felipe          | 16/05 | 16:00 | 1–3  | 23/05 | 15:30 | 1–1  | 2-4  |
| 10 | Magallanes             | 0–6         | San Luis                  | 16/05 | 15:30 | 0–1  | 22/05 | 15:30 | 1–3  | 1-4  |
| 11 | Municipal Hijuelas     | 0–6         | Unión La Calera           | 15/05 | 17:00 | 0–2  | 23/05 | 15:30 | 0–4  | 0-6  |
| 12 | Deportes Melipilla     | 1–4         | Everton                   | 16/05 | 16:00 | 1–1  | 22/05 | 16:00 | 1–5  | 2-6  |
| 13 | Deportes Barnechea     | 3–3 (7–8 p) | Santiago Wanderers        | 16/05 | 11:00 | 2–1  | 23/05 | 15:30 | 1–2  | 3-3  |
| 14 | Provincial Talagante   | 0–6         | Santiago Morning          | 15/05 | 19:00 | 1–3  | 21/05 | 15:30 | 3–5  | 4-8  |
| 15 | Deportes Quilicura     | 0–6         | Unión Española            | 16/05 | 15:00 | 0–4  | 22/05 | 15:30 | 0–4  | 0-8  |
| 16 | Juventud Varsovia      | 0–6         | Audax Italiano            | 16/05 | 15:30 | 0–5  | 23/05 | 15:30 | 0–13 | 0-18 |
| 17 | San Antonio Unido      | 0–6         | Palestino                 | 15/05 | 16:00 | 1–2  | 21/05 | 12:00 | 0–6  | 1-8  |
| 18 | Lota Schwager          | 3–3 (4–3 p) | Universidad de Chile      | 15/05 | 22:00 | 1–2  | 22/05 | 22:00 | 4–2  | 5-4  |
| 19 | Curicó Unido           | 3–3 (4–3 p) | Colo-Colo                 | 13/05 | 22:00 | 4–2  | 20/05 | 22:00 | 0–5  | 4-7  |
| 20 | San Pedro de Atacama   | 0–6         | Universidad Católica      | 13/05 | 16:00 | 0–4  | 22/05 | 12:00 | 0–10 | 0-14 |
| 21 | Colchagua              | 0–6         | O'Higgins                 | 15/05 | 15:30 | 0–2  | 20/05 | 19:00 | 2–3  | 2-5  |
| 22 | Deportes Rengo         | 0–6         | Cobreloa                  | 16/05 | 11:00 | 1–8  | 22/05 | 15:30 | 1–4  | 2-12 |
| 23 | Deportes Paniahue      | 0–6         | Rangers                   | 16/05 | 15:30 | 0–2  | 23/05 | 15:00 | 0–7  | 0-9  |
| 24 | Unión Wanderers        | 0–6         | Ñublense                  | 16/05 | 16:30 | 0–4  | 23/05 | 15:00 | 0–5  | 0-9  |
| 25 | Iberia                 | 0–6         | Universidad de Concepción | 16/05 | 16:00 | 0–3  | 22/05 | 15:30 | 1–4  | 1-7  |
| 26 | Luchador Lican Ray     | 0–6         | Huachipato                | 16/05 | 15:30 | 1–6  | 21/05 | 16:00 | 1–12 | 2-18 |
| 27 | Fernández Vial         | 0–6         | Deportes Concepción       | 16/05 | 15:30 | 0–3  | 21/05 | 15:30 | 2–4  | 2-7  |
| 28 | Lord Cochrane (C)      | 0–6         | Naval                     | 16/05 | 15:30 | 1–2  | 21/05 | 18:00 | 1–2  | 2-4  |
| 29 | Óscar Bonilla          | 0–6         | Linares Unido             | 16/05 | 15:30 | 0–1  | 21/05 | 16:00 | 0–2  | 0-3  |
| 30 | Deportes Temuco        | 4–1         | Unión Temuco              | 15/05 | 15:30 | 2–0  | 21/05 | 16:30 | 2–2  | 4-2  |
| 31 | Lord Cochrane (A)      | 0–6         | Provincial Osorno         | 16/05 | 15:00 | 0–6  | 22/05 | 16:00 | 0–8  | 0-14 |
| 32 | Prat                   | 0–6         | Deportes Puerto Montt     | 16/05 | 11:00 | 0–5  | 23/05 | 12:00 | 0–5  | 0-10 |

#### Ronda 2
| 1  | San Marcos de Arica   | 3–3 (2–4 p) | Municipal Iquique         | 30/05 | 12:00 | 5–4 | 05/06 | 22:00 | 0–1 | 5–5  |
| 2  | Deportes Antofagasta  | 1–4         | Cobreloa                  | 30/05 | 12:30 | 0–0 | 05/06 | 15:30 | 0–1 | 0–1  |
| 3  | Coquimbo Unido        | 3–3 (8–7 p) | La Serena                 | 29/05 | 18:00 | 2–1 | 06/06 | 15:30 | 0–1 | 2–2  |
| 4  | Unión La Calera       | 4–1         | Everton                   | 27/05 | 22:00 | 1–1 | 05/06 | 16:00 | 3–1 | 4–2  |
| 5  | General Velásquez (P) | 0–6         | San Luis                  | 30/05 | 12:00 | 1–2 | 02/06 | 19:00 | 1–4 | 2–6  |
| 6  | Unión San Felipe      | 3–3 (5–6 p) | Santiago Wanderers        | 29/05 | 15:30 | 2–1 | 06/06 | 15:30 | 0–3 | 2–4  |
| 7  | Santiago Morning      | 1–4         | Palestino                 | 30/05 | 12:00 | 2–6 | 05/06 | 15:30 | 2–2 | 4–8  |
| 8  | Audax Italiano        | 6–0         | Cobresal                  | 29/05 | 12:00 | 2–1 | 05/06 | 16:00 | 3–1 | 5–2  |
| 9  | Pudahuel Barrancas    | 0–6         | Unión Española            | 29/05 | 16:00 | 5–8 | 05/06 | 12:00 | 1–6 | 6–14 |
| 10 | Deportes Temuco       | 0–6         | Universidad Católica      | 29/05 | 22:00 | 0–5 | 03/06 | 22:00 | 3–5 | 3–10 |
| 11 | Rangers               | 2–2 (2–4 p) | Curicó Unido              | 28/05 | 15:30 | 1–1 | 06/06 | 15:30 | 0–0 | 1–1  |
| 12 | Linares Unido         | 3–3 (4–3 p) | O'Higgins                 | 30/05 | 12:30 | 1–0 | 05/06 | 16:00 | 0–3 | 1–3  |
| 13 | Deportes Concepción   | 6–0         | Universidad de Concepción | 01/06 | 20:00 | 1–0 | 06/06 | 15:30 | 2–1 | 3–1  |
| 14 | Lota Schwager         | 1–4         | Huachipato                | 29/05 | 15:00 | 1–2 | 04/06 | 20:00 | 2–2 | 3–4  |
| 15 | Naval                 | 0–6         | Ñublense                  | 29/05 | 15:30 | 0–2 | 06/06 | 15:00 | 0–2 | 0–4  |
| 16 | Provincial Osorno     | 1–4         | Deportes Puerto Montt     | 30/05 | 12:00 | 0–0 | 05/06 | 19:00 | 3–7 | 3–7  |

## Fase Final
Finalizada la segunda ronda de la Copa Chile solo quedaron dieciséis equipos, los cuales retomaron la competencia después de la Copa Mundial de la FIFA 2010. Los equipos que clasificaron a esta ronda fueron sorteados para determinar las parejas que disputaron los octavos de final, los que se efectuaron en un partido único disputado en el estadio del equipo de menor categoría o definido por sorteo, si son de la misma categoría.
|  | Octavos de final      | Octavos de final     |                       |      | Cuartos de final   | Cuartos de final   |  |  | Semifinales   | Semifinales   |  |  | Final          | Final          |
|  | 1 al 8 de septiembre  | 1 al 8 de septiembre |                       |      | 7 al 11 de octubre | 7 al 11 de octubre |  |  | 27 de octubre | 27 de octubre |  |  | 8 de diciembre | 8 de diciembre |
|  |                       |                      |                       |      |                    |                    |  |  |               |               |  |  |                |                |
|  |                       |                      |                       |      |                    |                    |  |  |               |               |  |  |                |                |
|  |                       |                      |                       |      |                    |                    |  |  |               |               |  |  |                |                |
|  | Deportes Concepción   | 1(4)                 |                       |      |                    |                    |  |  |               |               |  |  |                |                |
|  | Deportes Concepción   | 1(4)                 |                       |      |                    |                    |  |  |               |               |  |  |                |                |
|  | Huachipato            | 1(1)                 |                       |      |                    |                    |  |  |               |               |  |  |                |                |
|  | Huachipato            | 1(1)                 | Deportes Concepción   | 3    |                    |                    |  |  |               |               |  |  |                |                |
|  |                       |                      |                       | 3    |                    |                    |  |  |               |               |  |  |                |                |
|  |                       | Unión La Calera      | 1                     |      |                    |                    |  |  |               |               |  |  |                |                |
|  | Unión La Calera       | Unión La Calera      | 1                     | 1    |                    |                    |  |  |               |               |  |  |                |                |
|  | Unión La Calera       |                      |                       | 1    |                    |                    |  |  |               |               |  |  |                |                |
|  | Santiago Wanderers    | 0                    |                       |      |                    |                    |  |  |               |               |  |  |                |                |
|  | Santiago Wanderers    | 0                    | Deportes Concepción   | 0(4) |                    |                    |  |  |               |               |  |  |                |                |
|  |                       |                      |                       | 0(4) |                    |                    |  |  |               |               |  |  |                |                |
|  |                       | Palestino            | 0(2)                  |      |                    |                    |  |  |               |               |  |  |                |                |
|  | Curicó Unido          | Palestino            | 0(2)                  | 1    |                    |                    |  |  |               |               |  |  |                |                |
|  | Curicó Unido          |                      |                       | 1    |                    |                    |  |  |               |               |  |  |                |                |
|  | Audax Italiano        | 0                    |                       |      |                    |                    |  |  |               |               |  |  |                |                |
|  | Audax Italiano        | 0                    | Curicó Unido          | 0    |                    |                    |  |  |               |               |  |  |                |                |
|  |                       |                      |                       | 0    |                    |                    |  |  |               |               |  |  |                |                |
|  |                       | Palestino            | 2                     |      |                    |                    |  |  |               |               |  |  |                |                |
|  | Palestino             | Palestino            | 2                     | 3    |                    |                    |  |  |               |               |  |  |                |                |
|  | Palestino             |                      |                       | 3    |                    |                    |  |  |               |               |  |  |                |                |
|  | San Luis              | 0                    |                       |      |                    |                    |  |  |               |               |  |  |                |                |
|  | San Luis              | 0                    | Deportes Concepción   | 1(3) |                    |                    |  |  |               |               |  |  |                |                |
|  |                       |                      |                       | 1(3) |                    |                    |  |  |               |               |  |  |                |                |
|  |                       | Deportes Iquique     | 1(4)                  |      |                    |                    |  |  |               |               |  |  |                |                |
|  | Deportes Puerto Montt | Deportes Iquique     | 1(4)                  | 4    |                    |                    |  |  |               |               |  |  |                |                |
|  | Deportes Puerto Montt |                      |                       | 4    |                    |                    |  |  |               |               |  |  |                |                |
|  | Universidad Católica  | 2                    |                       |      |                    |                    |  |  |               |               |  |  |                |                |
|  | Universidad Católica  | 2                    | Deportes Puerto Montt | 2    |                    |                    |  |  |               |               |  |  |                |                |
|  |                       |                      |                       | 2    |                    |                    |  |  |               |               |  |  |                |                |
|  |                       | Unión Española       | 1                     |      |                    |                    |  |  |               |               |  |  |                |                |
|  | Coquimbo Unido        | Unión Española       | 1                     | 0    |                    |                    |  |  |               |               |  |  |                |                |
|  | Coquimbo Unido        |                      |                       | 0    |                    |                    |  |  |               |               |  |  |                |                |
|  | Unión Española        | 3                    |                       |      |                    |                    |  |  |               |               |  |  |                |                |
|  | Unión Española        | 3                    | Deportes Puerto Montt | 2    |                    |                    |  |  |               |               |  |  |                |                |
|  |                       |                      |                       | 2    |                    |                    |  |  |               |               |  |  |                |                |
|  |                       | Deportes Iquique     | 3                     |      |                    |                    |  |  |               |               |  |  |                |                |
|  | Deportes Iquique      | Deportes Iquique     | 3                     | 2    |                    |                    |  |  |               |               |  |  |                |                |
|  | Deportes Iquique      |                      |                       | 2    |                    |                    |  |  |               |               |  |  |                |                |
|  | Cobreloa              | 1                    |                       |      |                    |                    |  |  |               |               |  |  |                |                |
|  | Cobreloa              | 1                    | Deportes Iquique      | 2    |                    |                    |  |  |               |               |  |  |                |                |
|  |                       |                      |                       | 2    |                    |                    |  |  |               |               |  |  |                |                |
|  |                       | Ñublense             | 0                     |      |                    |                    |  |  |               |               |  |  |                |                |
|  | Linares Unido         | Ñublense             | 0                     | 0    |                    |                    |  |  |               |               |  |  |                |                |
|  | Linares Unido         |                      |                       | 0    |                    |                    |  |  |               |               |  |  |                |                |
|  | Ñublense              | 4                    |                       |      |                    |                    |  |  |               |               |  |  |                |                |
|  | Ñublense              | 4                    |                       |      |                    |                    |  |  |               |               |  |  |                |                |

### Octavos de final
| 1 de septiembre de 2010, 20:00 | Coquimbo Unido | 0:3 (0:2) | Unión Española                      | Francisco Sánchez Rumoroso, Coquimbo |                               |
|                                |                | Reporte   | Monje 39' (pen.) · Canales 44', 50' | Asistencia: 1507 espectadores        | Asistencia: 1507 espectadores |

| 4 de septiembre de 2010, 16:00 | Palestino                        | 3:0 (2:0) | San Luis | Municipal de La Cisterna, Santiago |  |
|                                | Henríquez 17' · Pereira 22', 90' | Reporte   |          |                                    |  |

| 4 de septiembre de 2010, 16:00 | Linares Unido | 0:4 (0:0) | Ñublense                                              | Municipal de Linares, Linares  |                                |
|                                |               | Reporte   | Cortés 54' · Pinto 68' · González 76' · Cisternas 83' | Asistencia: 1.788 espectadores | Asistencia: 1.788 espectadores |

| 5 de septiembre de 2010, 11:30 | Deportes Puerto Montt                      | 4:2 (2:0) | Universidad Católica         | Chinquihue, Puerto Montt       |                                |
|                                | Schwob 32', 73' · Novoa 42' · Parada 90+3' | Reporte   | Mirosevic 65' · Eluchans 71' | Asistencia: 5.000 espectadores | Asistencia: 5.000 espectadores |

| 5 de septiembre de 2010, 16:00 | Unión La Calera | 1:0 (1:0) | Santiago Wanderers | Nicolás Chahuán Nazar, La Calera                         |                                                          |
|                                | Pereyra 26'     | Reporte   |                    | Asistencia: 6.000 espectadores Árbitro(s): Enrique Osses | Asistencia: 6.000 espectadores Árbitro(s): Enrique Osses |

| 8 de septiembre de 2010, 16:00 | Curicó Unido | 1:0 (1:0) | Audax Italiano | Jorge Silva Valenzuela, San Fernando |                              |
|                                | Armoa 26'    | Reporte   |                | Asistencia: 760 espectadores         | Asistencia: 760 espectadores |

| 8 de septiembre de 2010, 20:00 | Deportes Concepción                    | 1:1 (0:0) (4:1 p.)         | Huachipato                     | Municipal de Concepción, Concepción                       |                                                           |
|                                | Colombo 66'                            | Reporte                    | Villalobos 61'                 | Asistencia: 4.000 espectadores Árbitro(s): Patricio Polic | Asistencia: 4.000 espectadores Árbitro(s): Patricio Polic |
|                                |                                        | Tiros desde el punto penal |                                |                                                           |                                                           |
|                                | Ricard · Almendra · Figueroa · Salazar |                            | Villalobos · Sandoval · Gazale |                                                           |                                                           |

| 8 de septiembre de 2010, 22:00 | Municipal Iquique           | 2:1 (1:1) | Cobreloa    | Tierra de Campeones, Iquique   |                                |
|                                | Contreras 15' · Cobelli 80' | Reporte   | Ponce 45+2' | Asistencia: 2.593 espectadores | Asistencia: 2.593 espectadores |

### Cuartos de final
| 7 de octubre de 2010, 16:00 | Curicó Unido | 0:2 (0:2) | Palestino                | Jorge Silva Valenzuela, San Fernando                    |                                                         |
|                             |              | Reporte   | Pereira 11' · Ávalos 40' | Asistencia: 500 espectadores Árbitro(s): Julio Bascuñán | Asistencia: 500 espectadores Árbitro(s): Julio Bascuñán |

| 7 de octubre de 2010, 20:00 | Deportes Concepción         | 3:1 (2:1) | Unión La Calera | Municipal de Concepción, Concepción                        |                                                            |
|                             | Llanos 20' · Ricard 45' 64' | Reporte   | Pericás 15'     | Asistencia: 2.500 espectadores Árbitro(s): René de la Rosa | Asistencia: 2.500 espectadores Árbitro(s): René de la Rosa |

| 7 de octubre de 2010, 22:00 | Municipal Iquique         | 2:0 (1:0) | Ñublense | Tierra de Campeones, Iquique                            |                                                         |
|                             | Contreras 20' · Ramos 87' | Reporte   |          | Asistencia: 4.200 espectadores Árbitro(s): Jorge Osorio | Asistencia: 4.200 espectadores Árbitro(s): Jorge Osorio |

| 11 de octubre de 2010, 12:00 | Deportes Puerto Montt      | 2:1 (0:0) | Unión Española | Municipal de Chinquihue, Puerto Montt                 |                                                       |
|                              | Carvallo 53' · Herrera 67' | Reporte   | Medina 64'     | Asistencia: 4.501 espectadores Árbitro(s): Guido Aros | Asistencia: 4.501 espectadores Árbitro(s): Guido Aros |

### Semifinal
| 27 de octubre de 2010, 22:00 | Deportes Concepción                | 0:0 (0:0) (4:2 p.)         | Palestino                              | Municipal de Concepción, Concepción                     |                                                         |
|                              |                                    | Reporte                    |                                        | Asistencia: 4.000 espectadores Árbitro(s): Jorge Osorio | Asistencia: 4.000 espectadores Árbitro(s): Jorge Osorio |
|                              |                                    | Tiros desde el punto penal |                                        |                                                         |                                                         |
|                              | Ricard · Almendra · Nasa · Salazar |                            | Henríquez · Moya · Carrasco · Riquelme |                                                         |                                                         |

| 27 de octubre de 2010, 19:00 | Deportes Puerto Montt    | 2:3 (0:2) | Municipal Iquique                        | Municipal de Chinquihue, Puerto Montt                    |                                                          |
|                              | Peralta 56' · Parada 83' | Reporte   | Contreras 26' · Martel 29' · Carilao 80' | Asistencia: 4.500 espectadores Árbitro(s): Enrique Osses | Asistencia: 4.500 espectadores Árbitro(s): Enrique Osses |

### Final
La final se disputó el 8 de diciembre de 2010 en el Estadio Francisco Sánchez Rumoroso de Coquimbo.
|       | POR   | Rodrigo Naranjo    | 46' |
|       | DEF   | Frank Carilao      |     |
|       | DEF   | Luis Fuentes       |     |
|       | DEF   | Miguel Ángel Ayala |     |
|       | DEF   | Rodrigo Pérez      | 66' |
|       | MED   | Marcos Millape     | 74' |
|       | MED   | Néstor Contreras   |     |
|       | MED   | Rodrigo Núñez      |     |
|       | MED   | Fernando Martel    |     |
|       | DEL   | Marco Olea         |     |
|       | DEL   | Álvaro Ramos       |     |
| D. T. | D. T. | José Cantillana    |     |

|       | POR   | Luis de Agustini   |     |
|       | DEF   | Alexis Salazar     |     |
|       | DEF   | Cristóbal González |     |
|       | DEF   | César Vergara      |     |
|       | MED   | Héctor Berríos     |     |
|       | MED   | Patricio Almendra  | 84' |
|       | MED   | Mauricio Lagos     |     |
|       | MED   | Alejandro Figueroa |     |
|       | MED   | Nasa               |     |
|       | DEL   | Hamilton Ricard    |     |
|       | DEL   | David Llanos       |     |
| D. T. | D. T. | Óscar del Solar    |     |

|  | POR | Cristián Limenza   | 46' |
|  | MED | Leonardo Mas       | 66' |
|  | MED | Sebastián Marchant | 74' |

|  | MED | Manuel Simpertegui | 84' |

| 36' | Álvaro Ramos | 1:1 |

| 33' | Hamilton Ricard | 0:1 |

| Sí · Sí · Sí · Sí · No | Miguel Ángel Ayala Leonardo Mas Marcos Millape Rodrigo Núñez Fernando Martel | 1:0 2:1 3:1 4:2 4:3 |

| Sí · No · Sí · Sí · No | Hamilton Ricard Patricio Almendra Nasa Alejandro Figueroa Alexis Salazar | 1:1 2:1 3:2 4:3 |

| Principal | Jorge Osorio |

|       | POR   | Rodrigo Naranjo    | 46' |
|       | DEF   | Frank Carilao      |     |
|       | DEF   | Luis Fuentes       |     |
|       | DEF   | Miguel Ángel Ayala |     |
|       | DEF   | Rodrigo Pérez      | 66' |
|       | MED   | Marcos Millape     | 74' |
|       | MED   | Néstor Contreras   |     |
|       | MED   | Rodrigo Núñez      |     |
|       | MED   | Fernando Martel    |     |
|       | DEL   | Marco Olea         |     |
|       | DEL   | Álvaro Ramos       |     |
| D. T. | D. T. | José Cantillana    |     |

|       | POR   | Luis de Agustini   |     |
|       | DEF   | Alexis Salazar     |     |
|       | DEF   | Cristóbal González |     |
|       | DEF   | César Vergara      |     |
|       | MED   | Héctor Berríos     |     |
|       | MED   | Patricio Almendra  | 84' |
|       | MED   | Mauricio Lagos     |     |
|       | MED   | Alejandro Figueroa |     |
|       | MED   | Nasa               |     |
|       | DEL   | Hamilton Ricard    |     |
|       | DEL   | David Llanos       |     |
| D. T. | D. T. | Óscar del Solar    |     |

|  | POR | Cristián Limenza   | 46' |
|  | MED | Leonardo Mas       | 66' |
|  | MED | Sebastián Marchant | 74' |

|  | MED | Manuel Simpertegui | 84' |

| 36' | Álvaro Ramos | 1:1 |

| 33' | Hamilton Ricard | 0:1 |

| Sí · Sí · Sí · Sí · No | Miguel Ángel Ayala Leonardo Mas Marcos Millape Rodrigo Núñez Fernando Martel | 1:0 2:1 3:1 4:2 4:3 |

| Sí · No · Sí · Sí · No | Hamilton Ricard Patricio Almendra Nasa Alejandro Figueroa Alexis Salazar | 1:1 2:1 3:2 4:3 |

| Principal | Jorge Osorio |

|       | POR   | Rodrigo Naranjo    | 46' |
|       | DEF   | Frank Carilao      |     |
|       | DEF   | Luis Fuentes       |     |
|       | DEF   | Miguel Ángel Ayala |     |
|       | DEF   | Rodrigo Pérez      | 66' |
|       | MED   | Marcos Millape     | 74' |
|       | MED   | Néstor Contreras   |     |
|       | MED   | Rodrigo Núñez      |     |
|       | MED   | Fernando Martel    |     |
|       | DEL   | Marco Olea         |     |
|       | DEL   | Álvaro Ramos       |     |
| D. T. | D. T. | José Cantillana    |     |

|       | POR   | Luis de Agustini   |     |
|       | DEF   | Alexis Salazar     |     |
|       | DEF   | Cristóbal González |     |
|       | DEF   | César Vergara      |     |
|       | MED   | Héctor Berríos     |     |
|       | MED   | Patricio Almendra  | 84' |
|       | MED   | Mauricio Lagos     |     |
|       | MED   | Alejandro Figueroa |     |
|       | MED   | Nasa               |     |
|       | DEL   | Hamilton Ricard    |     |
|       | DEL   | David Llanos       |     |
| D. T. | D. T. | Óscar del Solar    |     |

|  | POR | Cristián Limenza   | 46' |
|  | MED | Leonardo Mas       | 66' |
|  | MED | Sebastián Marchant | 74' |

|  | MED | Manuel Simpertegui | 84' |

| 36' | Álvaro Ramos | 1:1 |

| 33' | Hamilton Ricard | 0:1 |

| Sí · Sí · Sí · Sí · No | Miguel Ángel Ayala Leonardo Mas Marcos Millape Rodrigo Núñez Fernando Martel | 1:0 2:1 3:1 4:2 4:3 |

| Sí · No · Sí · Sí · No | Hamilton Ricard Patricio Almendra Nasa Alejandro Figueroa Alexis Salazar | 1:1 2:1 3:2 4:3 |

| Principal | Jorge Osorio |

|       | POR   | Rodrigo Naranjo    | 46' |
|       | DEF   | Frank Carilao      |     |
|       | DEF   | Luis Fuentes       |     |
|       | DEF   | Miguel Ángel Ayala |     |
|       | DEF   | Rodrigo Pérez      | 66' |
|       | MED   | Marcos Millape     | 74' |
|       | MED   | Néstor Contreras   |     |
|       | MED   | Rodrigo Núñez      |     |
|       | MED   | Fernando Martel    |     |
|       | DEL   | Marco Olea         |     |
|       | DEL   | Álvaro Ramos       |     |
| D. T. | D. T. | José Cantillana    |     |

|       | POR   | Luis de Agustini   |     |
|       | DEF   | Alexis Salazar     |     |
|       | DEF   | Cristóbal González |     |
|       | DEF   | César Vergara      |     |
|       | MED   | Héctor Berríos     |     |
|       | MED   | Patricio Almendra  | 84' |
|       | MED   | Mauricio Lagos     |     |
|       | MED   | Alejandro Figueroa |     |
|       | MED   | Nasa               |     |
|       | DEL   | Hamilton Ricard    |     |
|       | DEL   | David Llanos       |     |
| D. T. | D. T. | Óscar del Solar    |     |

|  | POR | Cristián Limenza   | 46' |
|  | MED | Leonardo Mas       | 66' |
|  | MED | Sebastián Marchant | 74' |

|  | MED | Manuel Simpertegui | 84' |

| 36' | Álvaro Ramos | 1:1 |

| 33' | Hamilton Ricard | 0:1 |

| Sí · Sí · Sí · Sí · No | Miguel Ángel Ayala Leonardo Mas Marcos Millape Rodrigo Núñez Fernando Martel | 1:0 2:1 3:1 4:2 4:3 |

| Sí · No · Sí · Sí · No | Hamilton Ricard Patricio Almendra Nasa Alejandro Figueroa Alexis Salazar | 1:1 2:1 3:2 4:3 |

| Principal | Jorge Osorio |

## Campeón
| Copa Chile                          |
|                                     |
| Campeón Deportes Iquique 2.º Título |

## Goleadores
| Jugador              | Jugador             | Goles | Equipo                |
| -------------------- | ------------------- | ----- | --------------------- |
| Bandera de Argentina | Matías Jara         | 9     | Huachipato            |
| Bandera de Argentina | Pablo Vranjicán     | 8     | Universidad Católica  |
| Bandera de Chile     | Patricio Schwob     | 7     | Deportes Puerto Montt |
| Bandera de Chile     | Cristián Canío      | 7     | Audax Italiano        |
| Bandera de Chile     | Leonardo Monje      | 6     | Unión Española        |
| Bandera de Chile     | Gary Tello          | 6     | Deportes La Serena    |
| Bandera de Argentina | Juan Manuel Cobelli | 6     | Deportes Iquique      |
| Bandera de Uruguay   | Pablo Pereira       | 6     | Palestino             |